# Cornelia Fabri
Cornelia Fabri (Ravenna, 9 settembre 1869 – Firenze, 24 maggio 1915) è stata una matematica italiana.

## Biografia
Fu la prima donna a laurearsi in matematica all'Università di Pisa il 30 giugno del 1891. Figlia di Ruggero Fabri e di Lucrezia Satanassi de Sordi, di nobile famiglia livornese, respirò nella sua famiglia l’interesse per le discipline scientifiche. Santi Fabri, il nonno, si laureò in matematica all'Università di Bologna e si dedicò all'insegnamento di questa materia nel Collegio di Ravenna. Ruggero Fabri, suo padre, si dedicò a studi scientifici, laureandosi all'Università di Roma in Scienze Fisiche e Matematiche, e qui ricoprì il ruolo di Assistente di Paolo Volpicelli. Tornato a Ravenna, ricoprì vari incarichi amministrativi, tralasciando la carriera accademica, ma continuando a coltivare in privato i propri interessi scientifici. Fin da piccola Cornelia dimostrò predisposizione naturale per le materie scientifiche, difatti si iscrisse, con l'approvazione paterna, anziché in una scuola femminile, come avveniva all'epoca, in un Istituto tecnico della sua città, unica donna in una classe di maschi. Cornelia ottiene il massimo dei voti e riesce ad essere ammessa all'Università di Pisa.
Il suo maestro Vito Volterra, fisico matematico, presidente dell’Accademia dei Lincei, una delle menti più eccelse dell’epoca, che la seguì lungo tutto il suo percorso accademico, così testimonia:
(citato in Giovanni Mesini, In memoria di Cornelia Fabri, Arti Grafiche, Ravenna 1925, p. 9)
Il suo lavoro scientifico, incentrato soprattutto nell'ambito dell'Idraulica, fu intenso anche se breve. Infatti, dopo la morte dei suoi genitori, nel 1902 lasciò la carriera accademica per tornare a Ravenna e curare le proprietà di famiglia.  Da sempre molto religiosa, Cornelia si dedicò alle attività assistenziali di carità e beneficenza, soprattutto a favore dei minori. Morì a Firenze il 24 maggio 1915 a seguito di una polmonite.

## Intitolazioni
La sua città natale, Ravenna, le ha intitolato una strada.

## Scritti
- Sopra alcune proprietà generali delle funzioni che dipendono da altre funzioni e da linee. Nota di Cornelia Fabri, Torino, Claudio Clausen, 1890.
- Brevi considerazioni intorno alle nuove discipline per la chiusa sul fiume Montone, Ravenna, Calderini, 1892.
- Sui moti vorticosi nei fluidi perfetti. Memoria di Cornelia Fabri , Bologna, Tipografia Gamberini e Parmeggiani, 1892.
- Sulla teorica dei moti vorticosi nei fluidi incomprimibili, Pisa, Mistri & C, 1892.
- Cloche-signal electrique installé par M. l'abbé Ravaglia dans le port de Ravenne, Paris, A. Durand et Pedone-Lauriel Editeurs, 1893.
- Sopra le funzioni di iperspazii. Nota di Cornelia Fabri, Atti del Reale Istituto Veneto di Lettere, Scienza ed Arti, 1893.
- I moti vorticosi di ordine superiore al I° in relazione alle equazioni pel movimento dei fluidi viscosi, Bologna, Tipografia Gamberini e Parmeggiani, 1894.
- I moti vorticosi di ordine superiore in relazione alle equazioni pel movimento dei fluidi viscosi compressibili, Il Nuovo Cimento, 1895.